# ТЕС Вріді
ТЕС Вріді — теплова електростанція в Кот-д'Івуарі, розташована у промисловій зоні Вріді біля порту економічного центру країни Абіджана.
Введена в експлуатацію у 1970 році з двома паровими турбінами потужністю по 32 МВт, ТЕС Вріді стала першою та до середини 1990-х єдиною великою електростанцією країни. В 1976-му її підсилили ще двома паровими турбінами по 75 МВт, а у 1984 році на майданчику ТЕС розмістили чотири встановлені на роботу у відкритому циклі газові турбіни виробництва компанії Alstom типу P5001 з одиничною потужністю 25 МВт.
Все зазначене вище обладнання спершу працювало на нафтопродуктах, проте у 1989 році газові турбіни переобладнали під використання блакитного палива, яке на той час стали отримувати у вигляді попутного газу під час розробки офшорних нафтових родовищ країни.
Можливо також відзначити, що ще з середини 1980-х конденсаційна станція не могла видавати проектні показники через технічний стан обладнання. Це, а також перспектива появи великих об'ємів природного газу (зокрема, від розробки родовища Фокстрот), привело до рішення щодо спорудження у тій же промисловій зоні Вріді нової газотурбінної станції, яку створили за участю приватного інвестора (ТЕС CIPREL).